# Ostatnia Płyta
Ostatnia płyta — последний альбом польской рок-группы Republika, изданный уже после смерти лидера (22 декабря 2001 года) в 2002 году. Альбом распространялся вместе с концертным альбомом «Republika» на втором CD. Впервые издан отдельно в 2003 году в сборнике альбомов Komplet.
Альбом занял 5 место в списке самых продающихся альбомов по статистике ZPAV (Польский Союз Производителей Аудио — Видео).

## Список композиций

### «Republika» (CD 1)[5]
1. «Kombinat» — 3:32
2. «Śmierć w bikini» — 4:27
3. «Tak długo czekam (Ciało)» — 5:47
4. «Reinkarnacje» — 5:45
5. «Tu jestem w niebie» — 4:45
6. «Prośba do następcy» — 4:23
7. «Halucynacje» — 5:24
8. «Nieustanne tango» — 5:13
9. «Masakra» — 3:39
10. «Odchodząc» — 4:30
11. «Mamona» — 3:00
12. «Sam na linie» — 6:01
13. «Sexy doll» — 4:05
14. «Telefony» — 4:23
15. «Biała flaga» — 4:45

### «Ostatnia płyta» (CD 2)[6]
1. «Śmierć na pięć» — 3:13
2. «Zielone usta» — 4:04
3. «Noc wampira» — 3:21
4. «Fast» — 3:55

- Слова всех песен — Гжегож Цеховский
- Песня «Śmierć na pięć» (Смерть на пять) является последней законченной песней группы. Композицию записали в декабре 2001 года, за несколько дней до смерти лидера Гжегожа Цеховского (польск. Grzegorz Ciechowski).[7]

## Состав группы
- Гжегож Цеховский (пол. Grzegorz Ciechowski) — вокал, орган Хаммонда, фортепиано, флейта
- Збигнев Кживаньский (пол. Zbigniew Krzywański) — акустическая гитара, вокал
- Славомир Цесельский (пол. Sławomir Ciesielski) — барабаны, флейта, вокал
- Лешек Бёлик (пол. Leszek Biolik) — бас-гитара, барабаны, флейта, вокал

## Критика
По профессиональным рецензиям:
- Журнал «Teraz Rock» поставил альбому оценку  в 2002 году. ссылка
- Сайт «CGM» поставил оценку  в 2002 году. ссылка

Песни, которые попали в хит-парад «Lista Przebojów Programu Trzeciego» (Список Хитов Третьего Канала)
| Год  | Звание         | Позиция |
| ---- | -------------- | ------- |
| 2002 | Śmierć na pięć | 1       |
| 2002 | Zielone usta   | 7       |